# 다크 타워 (가운데땅)

오른쪽의 사우론의 거안을 받치고 있는 다크 타워.

다크 타워(Dark tower)는 사우론의 유일한 형체인 눈이 위치한 탑이다. 모르도르에 위치해 있으며, 사우론은 이곳의 위에서 거안의 형태로 가운데땅을 지켜보고 있다. 절대 반지가 모르도르의 용암으로 떨어지면서 다크 타워는 무너지고, 사우론은 파멸한다.